# Двуполяны
Двуполяны — деревня в Смоленской области России, в Краснинском районе. Входит в состав   Литивлинского сельского поселения. До 12 августа 2024 года входила в состав  Малеевского сельского поселения
Население — около 100 жителей (2024
год).

## География
Расположена в западной части области в 15 км к северо-западу от Красного на берегах реки Лупа, в 3 км восточнее границы с Белоруссией.

## Экономика
Средняя школа, почта, магазины, сельхозпредприятие «Двуполяны».